# Râul Bisericii, Pârâul Mare
Râul Bisericii este un curs de apă, afluent al Pârâului Mare. 